# Aproaerema anthyllidella anthylidella
Aproaerema anthyllidella anthylidella é uma subespécie de insetos lepidópteros, mais especificamente de traças, pertencente à família Gelechiidae.
A autoridade científica da subespécie é Hübner, tendo sido descrita no ano de 1813.
Trata-se de uma subespécie presente no território português.